# Matthew Baker (zanger)
Matthew Baker (Sydney), is een Australische bas-bariton die zich heeft gespecialiseerd in de uitvoering van Oude Muziek, barok-opera's en oratoria.
Matthew Baker is geboren in Sydney, en ontving zijn BA in Medieval Studies aan de Universiteit van Sydney in 1997. Na zijn werk als Vicar in het koor van Saint Patrick's Cathedral (Dublin), studeerde hij Historische Uitvoeringspraktijk aan het Koninklijk Conservatorium te Den Haag, in 2005 behaalde hij zijn Master of Music diploma barokzang. Datzelfde jaar zong hij de rol van Sylvandre in een productie van André Campra's L'Europe galante met dirigent William Christie en toerde door Frankrijk en Spanje. Hij zong de rollen Giove en Nettuno in de eerste moderne uitvoering van Gioseffo Zamponi's 1650 opera Ulisse all Isola di Circe op het Festival Printemps Baroque du Sablon (Spring Festival of Baroque at the Sablon/Zavel) in Brussels in 2006. In 2006 won hij de Handel's Messiah Bas Aria Prijs tijdens de 12de Concorso Internazionale di Canto Solistico of the Fondazione Seghizzi in Gorizia.